# Adah Elizabeth Verder
Adah Elizabeth Verder (18 juin 1900 - 28 août 1997) est une bactériologiste médicale et une administratrice scientifique américaine.
Elle est chercheuse dans le programme de recherche intra-muros du National Institute of Allergy and Infectious Diseases (NIAID), spécialisée dans la flore gastro-intestinale, les organismes de type staphylocoque, pseudomonas et ceux responsables de pleuropneumonies. Adah E. Verder est ensuite chef du département bactériologie et mycologie de la division externe du NIAID.

## Enfance et éducation
Adah Verder est née le 18 juin 1900 à Davenport, dans l'Iowa. Elle obtient un Bachelor of Science en 1923 puis un doctorat en 1928 à l'université de Chicago sous la direction de Sara Branham Matthews,. Sa thèse porte sur les effets des régimes déficients en vitamine A et B face aux paratyphoïdes et est intitulée Effect of Diets Deficient in Vitamin A or B on Resistance to Paratyphoid-Enteritidis Organisms.

## Carrière
De 1928 à 1932, Adah Verder est enseignante en bactériologie à l'université de Chicago. De 1932 à 1935, elle est professeure agrégée à la faculté de médecine et des sciences de la santé de l'Université George-Washington. En 1935, Adah Verder est bactériologiste adjointe au ministère de la Santé du Maryland,.
Elle rejoint le National Institute of Allergy and Infectious Diseases (NIAID) en 1936, en tant que bactériologiste associée d'Alice Catherine Evans. Adah Verder est connue pour avoir caractérisé différentes souches de staphylocoques, notamment celles résistantes aux antibiotiques. Formée aux méthodes bactériologiques de l'époque (1938), Adah Verder passe sa carrière de recherche au sein du NIAID à étudier la flore gastro-intestinale et les staphylocoques, et à former le personnel des NIH aux méthodes bactériologiques. Elle a également mené des recherches sur les organismes responsables de toxi-intoxications alimentaires, les pseudomonas et les mycoplasmes agents de pleuropneumonies,. Elle est promue bactériologiste en 1940 et bactériologiste senior en 1954.
À partir de 1962, elle travaille comme administratrice scientifique, en tant que chef de la branche bactériologie et mycologie du programme externe du NIAID. Elle prend sa retraite du NIAID le 30 juin 1970. En août 1970, Adah Verder assiste au Congrès international de microbiologie à Mexico. De 1971 à 1972, elle est administratrice des programmes d'études supérieures au département de microbiologie de la faculté de médecine de l'université du Texas.
Adah Verder est membre de l'Association américaine pour l'avancement des sciences et de l'American Public Health Association. Elle est membre de la Société américaine de microbiologie et de l'Académie des sciences de New York.
Adah Verder décède à Arlington Heights, Illinois, le 28 août 1997.